# Nuria Coronado Sopeña
Nuria Coronado Sopeña (Madrid, 8 de junio de 1971) es una periodista feminista, escritora y editora española especialmente conocida por sus trabajos sobre violencia de género, igualdad y derechos de las mujeres.

## Trayectoria
Estudió periodismo en la Universidad Complutense de Madrid, logró una Beca Erasmus por la Universidad “Terfa Universitá” de Roma en 1995, se licenció un año después, en 1997 y en 1997 logró otra beca Beca Leonardo en RTVE, Corresponsalía de Roma (1997). Es también Máster en Producción Radiofónica (RNE), Biblioteconomía y Documentación (Universidad Complutense de Madrid) así como Mujer y Liderazgo (Escuela Aliter)
En 2017 publicó Hombres por la igualdad, con el testimonio de hombres comprometidos en la lucha contra el machismo.
El mismo año inicia "Mujeres de Frente" un programa de entrevistas sobre feminismo con Agora News. Un año después es distinguida con el “Premio de Diario 16” por la labor profesional y personal en la defensa de la igualdad (2018).
En 2019 publica Mujeres de frente, esta vez con las voces de feministas españolas y latinoamericanas a modo de genealogía contemporánea entre ellas Pilar Llop, Towanda Rebels, Ana de Miguel, Minou Tavarez, Sonia Vivas, Laura Freixas, Yolanda Domínguez o Lydia Cacho.
De 2012 a 2018 fue coordinadora editorial en Lid Editorial.
En la actualidad es responsable de comunicación de Enisa,y colaboradora de Público, La hora digital, Cuarto Poder, etc.
En diciembre de 2021 inicia el programa semanal de televisión "La hora feminista".

## Combatir la violencia contra las mujeres
Coronado se reivindica como periodista feminista y reclama la responsabilidad de los medios de comunicación en el tratamiento de la violencia contra las mujeres, en los avances y retrocesos de la igualdad, una igualdad que se logra con el feminismo, señala.
Coronado ha escrito especialmente en torno a la violencia contra las mujeres "un problema que nace de esa cultura y sociedad patriarcal que nos educa en ese amor romántico a las mujeres y a los hombres". Denuncia la falta de educación afectivo sexual en los hogares y en las escuelas. Todo ello suma en una sociedad en la que "los jóvenes -señala- se están educando con una pornografía cada vez más violenta y más cruel donde la mujer es cosificada y tomada como ese mero trozo de carne, donde son ellos los que tienen el placer y nosotras no tenemos placer alguno.
En sus trabajos señala también la prostitución como violencia contra las mujeres -es el tercer negocio en el mundo en mover más dinero, por detrás de las drogas y las armas, recuerda- y los vientres de alquiler que trata a las mujeres "como meros trozos de carne" señala. El machismo y la misoginia se reinventan y nos quieren decir lo 'guay' que es ser puta. La gente desconoce la dura realidad que viven estas mujeres en condiciones de trata y de explotación, que son el 98%. No puede ser que la otra mínima parte, que forma parte del lobby proxeneta, nos confunda con aquello de la libertad y la libre elección, algo que nunca es real.

## Publicaciones
- Hombres por la igualdad (2017) Editorial LoQueNoExiste. Con prólogo de Miguel Lorente.
- Mujeres de frente (2019) Editorial LoQueNoExiste prologado por Ana Pardo de Vera.
- Comunicar en Igualdad. (2019) Guía para profesionales de la comunicación para informar con perspectiva de género. Instituto Canario de la Mujer